# 马来亚民主同盟
马来亚民主同盟（英語：Malayan Democratic Union; abbrev. MDU ）是由一群受过英语教育的中产阶级知识分子建立的英属马来亚政党，其成立的目的争取并推进包括新加坡在内的英属马来亚的独立。该党成立于1945年12月21日，是战后新加坡的第一个本地反殖民政党。新加坡著名的律师何亚琳（林建寿舅父）担任该党的主席和总财政，先后担任总秘书的则有林建才（林建寿哥哥）和余柱业。
马来亚民主同盟是为了响应战后宪政发展而组建的政党。英殖民政府于1945年10月宣布马来亚联邦计划，该计划提议将马来联邦、马来属邦以及海峡殖民地中的槟城和马六甲合并为新的联邦。马来亚民主同盟同意这一计划，条件是将新加坡也纳入联邦。该党相信，马来亚要实现独立就需要所有反殖民力量的共同努力，因此从一开始就寻求建立广泛的统一战线。
1946年4月1日，马来亚联邦正式成立。然而，马来人的强烈反对促使英殖民政府与马来贵族和巫统单独进行谈判，决定用马来亚联合邦取代马来亚联邦。与此同时，在宪法改革提案被政府忽视或拒绝后，马来亚民主同盟日益激进化。1946年12月14日，马来亚民主同盟与其他反对联合邦计划的反殖政党一起组建了联合行动理事会（日后扩大为全马联合行动理事会），该党是联盟的核心成员。此后，全马联合行动理事会与马来左翼政党联盟人民力量中心结盟，形成声势浩大的反联合邦团体。
1947年9月21日，全马联合行动理事会-人民力量中心推出了《人民宪章》作为未来的马来亚宪法的基础。1947年10月，为抗议政府通过的《马来亚联合邦宪法提案》，联盟决定发动总罢市，也就是著名的全马总罢市。马来亚民主同盟还杯葛了1948年大选。
由于未能阻止《马来亚联合邦宪法》于1948年2月实施，马来亚民主同盟开始重新评估其策略。然而，马来亚共产党叛乱的爆发、紧急状态的宣布以及新加坡政治环境的紧张导致英殖民政府促请马来亚民主同盟于1948年6月24日自愿解散，理由是该党被“共党渗透”。